# Shimojō Yasumaro

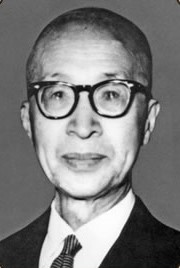
Shimojō Yasumaro 1948

Shimojō Yasumaro (japanisch下条 康麿; geboren 20. Januar 1885 in Matsumoto (Präfektur Nagano); gestorben 25. April 1966) war ein japanischer Politiker.

## Leben und Wirken
Shimojō Yasumaro machte seinen Studienabschluss an der Universität Tokio im Fach Politikwissenschaft. Nach seinem Eintritt in das Innenministerium, arbeitete er als Sekretär des Kabinetts (内閣書記官, Naikaku shokikan), bei der Polizei, als Direktor der Statistik-Abteilung (統計局, Tōkei-kyoku). 1929 wurde er im Kabinett Hamaguchi Präsident des Amtes für Ordensverleihung (賞勲局, Shōkun-kyoku). Zu dieser Zeit kam es zu einem Zwischenfall „Verkauf von Auszeichnungen“ (売勲事件, Baikun jiken), an dem der ehemalige Präsident Amaoka Naoyoshi (天岡 直嘉; 1880–1957) beteiligt war. Es dauerte einige Jahre, bis der Fall bereinigt war. Für sein Verdienst dabei wurde er 1940 zum Mitglied des Oberhauses des Parlaments gewählt. Bereits 1931 wurde er zum Doktor der Wirtschaftswissenschaften promoviert. 
Nach dem Zweiten Weltkrieg kandidierte Shimojō 1947 wieder für das Oberhaus und wurde für zwei Amtszeiten gewählt. 1948 wurde er Bildungsminister im 2, Kabinett Yoshida, trat jedoch im folgenden Jahr aufgrund des Brandes der Haupthalle des Hōryū-ji zurück. Danach war er Professor an der Nihon-Universität, Präsident des „Koriyama Women's Junior College“ (郡山女子短期大学, Koriyama joshi tanki dagaku) und Vorsitzender der „Population Association of Japan“ (日本人口学会, Nihon jinkō gakkai) und der „Family Planning Federation“ (家族計画連盟各会, Kazoku keikaku remmei kaku-kai).
Zu seinen Shimojōs gehören „Shakai seisaku no riron to shisetsu“ (社会政策の理論と施設) – „Sozialpolitische Theorie und Einrichtungen“ und „Nihon shakai seisaku-teki shisetsu-shi“ (日本社会政策的施設史) – „Geschichte japanischer sozialpolitischer Einrichtungen“.